# Verschilmotor

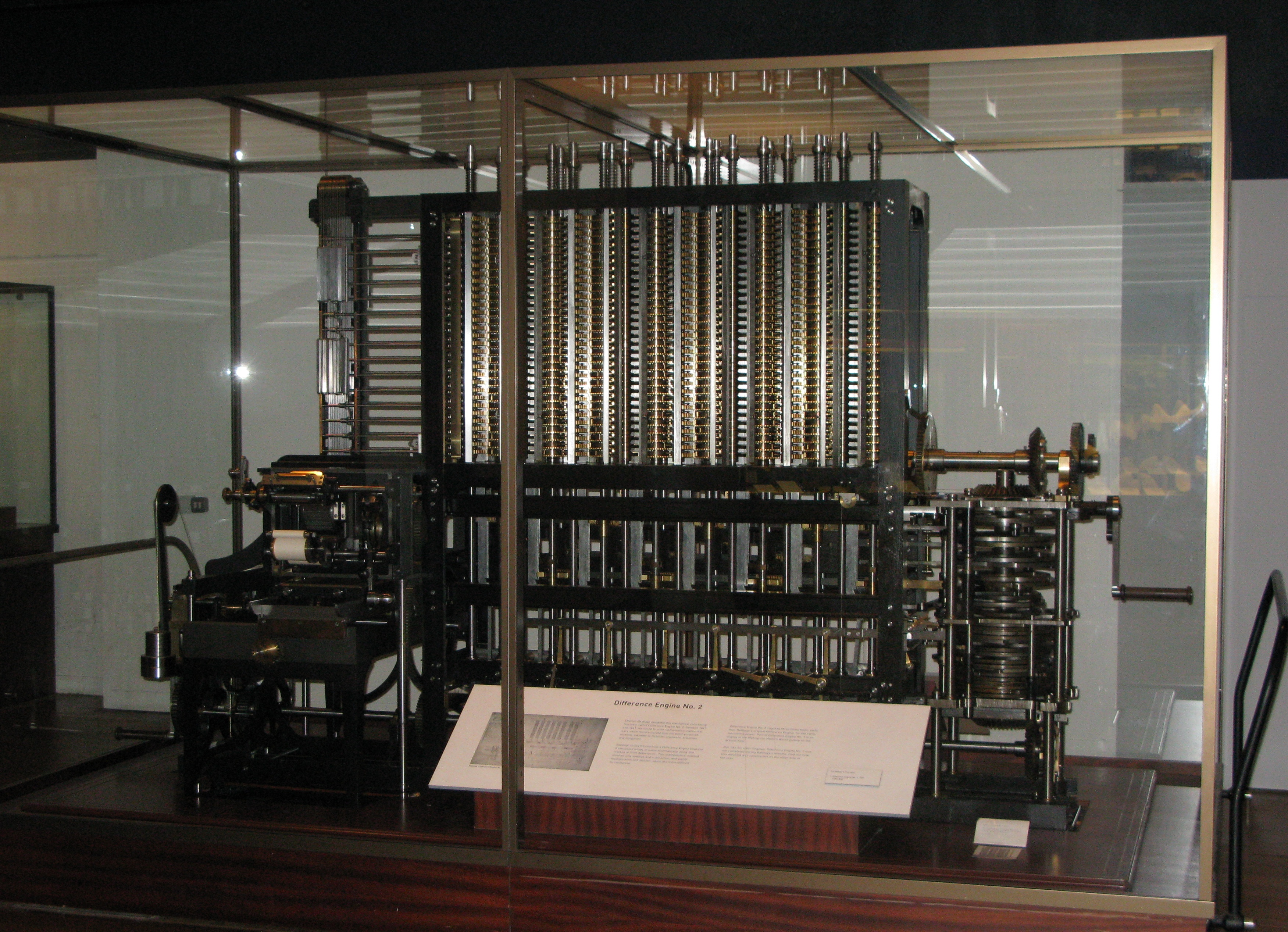
De verschilmotor van het London Science Museum, de eerste die daadwerkelijk gebouwd is op basis van het ontwerp van Babbage. Het ontwerp heeft dezelfde precisie op alle kolommen, maar bij het berekenen van polynomen kan de precisie op de hogere-orde-kolommen lager zijn.

Een verschilmotor (Engels: difference engine) is een automatische mechanische rekenmachine die is ontworpen om tabellen van polynomiale functies te maken. Hij werd ontworpen in de jaren 1820 en werd voor het eerst gemaakt door Charles Babbage. 
De naam verschilmotor is afgeleid van de methode van verdeelde verschillen, een manier om functies te interpoleren of te tabelleren met behulp van een kleine set polynomiale coëfficiënten. 
Enkele van de meest voorkomende wiskundige functies die in de techniek, wetenschap en navigatie worden gebruikt, zijn opgebouwd uit logaritmische en trigonometrische functies, die kunnen worden benaderd door polynomen, zodat een verschilmachine veel nuttige tabellen kan berekenen.